# Katholieke Universiteit Leuven Campus Antwerpen Carolus
De Campus Antwerpen Carolus is een universiteitscampus van de KU Leuven in Antwerpen. De campus is gelegen in het centrum van de stad, tussen het Hendrik Conscienceplein en de Korte Nieuwstraat, en is genoemd naar de aangrenzende Sint-Carolus Borromeuskerk. Campus Carolus vormt de Antwerpse thuisbasis van de studenten van de Faculteit Economie en Bedrijfswetenschappen van de KU Leuven en is gehuisvest in een van de oudste economiecampussen ter wereld.

## Geschiedenis

### Ontstaan van Handelswetenschappen (1855)
In 1852 stichtten de paters van de Sociëteit van Jezus (beter bekend als de jezuïeten) het "Institut Saint-Ignace" (Sint-Ignatius Instituut), dat middelbaar onderwijs aanbood in de historische panden van de Jezuïetenorde aan de Korte Nieuwstraat in Antwerpen. Na de oprichting van het "Institut Supérieur de Commerce" (Hoger Handelsgesticht) van de staat, breidden de Antwerpse katholieken in 1855 het instituut uit  met een tweede school, de "École Spéciale de Commerce et d'Industrie", waar een diploma "Sciences commerciales" (Handelswetenschappen) kon worden behaald.
De twee handelsscholen werden, dankzij de steun van het Antwerpse zakenleven en de maritieme sector, pioniers in het economisch hoger onderwijs. Toegepaste wetenschappen zoals economische- en ingenieurswetenschappen werden nu eenmaal niet aan een universiteit aangeboden. Economie en handeldrijven was namelijk een kwestie van gezond verstand. In Frankrijk bestaan de "Écoles Spéciales" nog altijd (oudste: ESCP opgericht in 1819) en ook in Duitsland werden "Handelshochschule" (oudste: HHL Leipzig opgericht in 1898) opgericht.
In 1929 barst het gebouw van de "Sint-Ignatius Handelshogeschool" in de Korte Nieuwstraat uit zijn voegen. De jezuïeten zoeken een nieuw onderkomen en vinden dat in het Hof van Liere aan de Prinsstraat. De panden aan de Korte Nieuwstraat worden betrokken door de Zusters van Liefde uit Eeklo. De rector had hen ervan kunnen overtuigen om in Antwerpen een vrouwelijke handelsschool te starten.

### Handelshogeschool voor Juffrouwen (1923)
De Hogere Handelsschool voor Juffrouwen werd in 1923 in Eeklo opgericht als vrouwelijke tegenpool van de Sint-Ignatius Handelshogeschool in Antwerpen. De paters van de Antwerpse jezuïetenorde overtuigen de zusters om in Antwerpen de panden aan de Korte Nieuwstraat (KNS) te betrekken. Wanneer in 1932 de mannelijke handelswetenschappers naar de Prinsstraat verhuizen, starten zo de eerste vrouwelijke handelswetenschappers aan hun opleiding in Antwerpen.

##### Handelshogeschool Antwerpen (HHA)
De school behoudt de goede band met de Sint-Ignatius Handelshogeschool en diens opvolger het UFSIA. Ook de studenten kunnen het goed met elkaar vinden. In het academiejaar 1968-69 plannen de mannelijke studenten om de handelshogeschool en het internaat te bezetten onder het motto "Van Mono naar Bi-seksueel". Het volgende academiejaar wordt de eerste lichting vrouwelijke studenten op het UFSIA verwelkomd. Hierdoor stroomt de handelshogeschool leeg en worden ook jongens toegelaten aan de Korte Nieuwstraat. Vanaf 1969 werd de studie licentiaat handelswetenschappen ingericht onder vorm van avond- en zaterdagonderwijs. De studie liep over vijf jaar. Tot dan was het behalen een diploma licentiaat handelswetenschappen via avondonderwijs enkel mogelijk aan de EHSAL in Brussel.
Deze verandering hebben grote gevolgen voor de opleiding zelf. De Sint-Ignatius Handelshogeschool was namelijk in 1965 omgevormd tot een universiteit (UFSIA). De richting handelswetenschappen kreeg bijgevolg daar een nieuwe naam. Toegepaste economische wetenschappen werd gedoceerd aan het UFSIA en Handelswetenschappen werd voortaan enkel gedoceerd aan de handelshogescholen (HHA, EHSAL, ICHEC ...). Handelswetenschappen was sedert lang en bleef een universitaire academische opleiding met zowel kandidaturen en licentiaten, maar differentieerde zich van TEW door een praktischer onderwijs aan te bieden.
De nauwe banden met UFSIA bleven bestaan, maar na de Bolognaverklaring in 1999 veranderde het onderwijslandschap in Vlaanderen. Universitaire associaties werden opgericht en meeste katholieke hogescholen kozen zich aan te sluiten bij de Associatie KU Leuven. In 2003 ging de UFSIA op zijn beurt op in de Universiteit Antwerpen.

### Lessius Hogeschool Antwerpen (2000)
In 2000 fuseerde de school met de Katholieke Vlaamse Hogeschool tot de Lessius Antwerpen, genoemd naar Leonardus Lessius, een van de invloedrijkste en oorspronkelijke jezuïeten op het keerpunt van de 17e eeuw. In Mechelen werden enkele hogescholen gefuseerd tot Lessius Mechelen.
Wanneer de Vlaamse overheid beslist enkele historische fouten recht te zetten en alle academische opleidingen met een bachelor-master structuur in de universiteit in te kantelen, startte Lessius opnieuw een fusieronde. Lessius Antwerpen, Lessius Mechelen en de Katholieke Hogeschool Kempen werden in 2012 omgevormd tot de Hogeschool Thomas More. De opleidingen Vertalers en tolken, Industrieel ingenieur en Handelswetenschappen worden echter volledig overgeheveld naar de KU Leuven.

### KU Leuven Campus Antwerpen (2013-nu)
Het academiejaar 2013-14 is het eerste promotiejaar van de KU Leuven in Antwerpen. Alle onderwijs- en personeelsgerelateerde zaken zijn vanaf oktober 2013 officieel onderdeel van de KU Leuven. Naast de campus Antwerpen - Carolus had de KU Leuven nog een campus in de stad Antwerpen, namelijk de campus Antwerpen - Sint-Andries. Campus Sint-Andries is de Antwerpse campus van de Faculteit Letteren. In dit gebouw van de voormalige Drukkerijen De Vlijt uit de jaren zestig, wordt het onderzoek en onderwijs voor de subfaculteit verzorgd, tot de eigenaar Thomas More aangeeft zelf meer ruimte in het gebouw nodig te hebben. De KU Leuven koopt daarom een derde campus van de Christelijke Mutualiteit aan, Campus Sint-Jacob aan de Sint-Jacobsmarkt. Om het plaatsverlies in campus Sint-Andries te compenseren, volgt in 2021 de aankoop van een derde eigen gebouw, het voormalige Provinciaal Veiligheidsinstituut aan de Jezusstraat.

## Campus

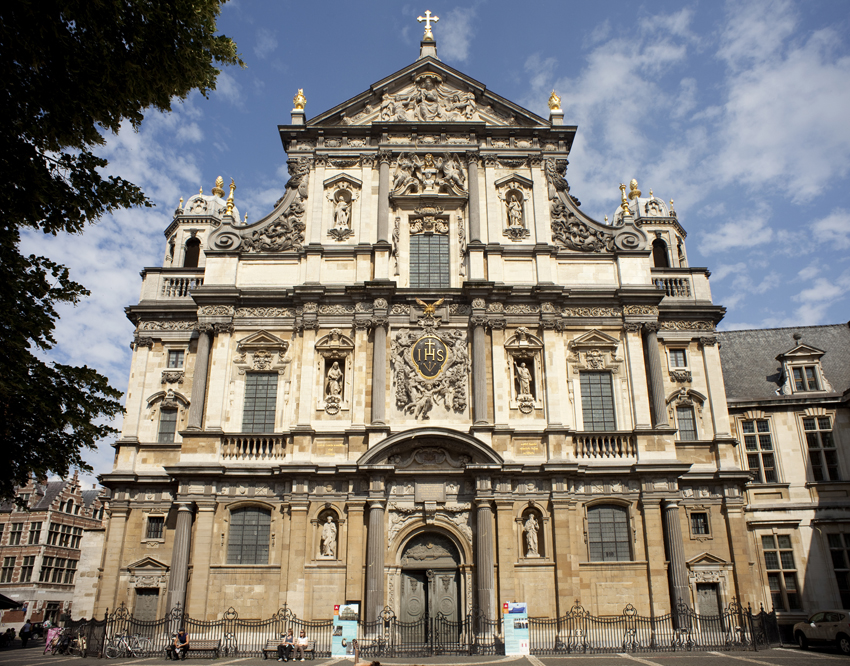
De Sint-Carolus Borromeuskerk ligt aanpalend aan de gebouwen en binnentuin van de campus.

### Geschiedenis
De jezuïetenorde werd in 1534 gesticht aan de universiteit van Parijs door een kleine groep studenten en priesters onder inspiratie van Ignatius van Loyola. Amper twee jaar na de officiële goedkeuring door paus Paulus III, verbleven er reeds jezuïeten in de Nederlanden. De stichter van de orde, Ignatius van Loyola, zou een drietal keren in Antwerpen geweest zijn (1529-1531), maar het duurt tot 1562 wanneer enkele jezuïeten op vraag van de Spaanse gemeenschap naar Antwerpen komen. Op 28 juni 1574 namen negen jezuïeten hun intrek in het Huys van Aecken dat gevestigd was tussen de Korte Nieuwstraat en de huidige Sint-Carolus Borromeuskerk. Dat jaar werd de eerste steen gelegd van een kerk waar later de Sint-Ignatiuskerk (heden de Sint-Carolus Borromeuskerk) zou gebouwd worden en op 12 maart 1575 opende ze hun eerste college.
De orde groeit, maar in 1576 breekt de Spaanse Furie los, en gelet op de sterke band tussen de jezuïeten en de Spanjaarden in Antwerpen, wordt de orde gevraagd om de stad te verlaten. Na het beleg van Alexander Farnese en de Val van Antwerpen in 1585 komt Antwerpen weer onder Spaanse invloed, en het college opent opnieuw zijn deuren. In 1607 wordt een oplossing gevonden voor het plaatsgebrek op het college. Het college verhuist naar het Hof van Liere in de Prinsstraat, wat door de Antwerpse stadsraad ter beschikking gesteld werd. De voorgaande jaren werden de internen reeds in andere panden van de stad gehuisvest, maar deze nieuwe locatie biedt de school de mogelijkheden tot ontplooiing. Het Huys van Aecken wordt nu omgevormd voor de religieuze taken van de orde. In de daaropvolgende jaren kopen de Jezuïeten panden en gronden op rondom dat pand. De 30 paters, onder leiding van hun overste Jacobus Tirinius, creëren een kunstmatig plein door de Ankerrui te overwelven (het huidige Hendrik Conscienceplein), en bouwen rond dat plein enkele schitterende gebouwen zoals een professiehuis en een solidariteitsgebouw, maar vooral de Carolus Borromeuskerk is tot op vandaag een getuige van deze periode.
Paus Clemens XIV heft in 1773 de Jezuïetenorde op, waardoor ook de pedagogische activiteiten gestaakt worden. Alhoewel in 1814 de Jezuïetenorde opnieuw ingesteld wordt, duurt het nog tot 1835 alvorens de jezuïeten zich terug in Antwerpen vestigen. Ze krijgen de mogelijkheid een klein deel van het Huys van Aecken op te kopen en herbouwen de orde vanuit hun historische site. In 1840 opende de deuren van het college opnieuw (in de Keizerstraat) en een tweede college wordt in 1852 opgericht aan de Korte Nieuwstraat van waaruit later de hogeronderwijs afdeling groeide. De Zuster van Liefde nemen in 1932 de campus over van de jezuïeten en starten er een vrouwelijke handelshogeschool.

### Gebouwen

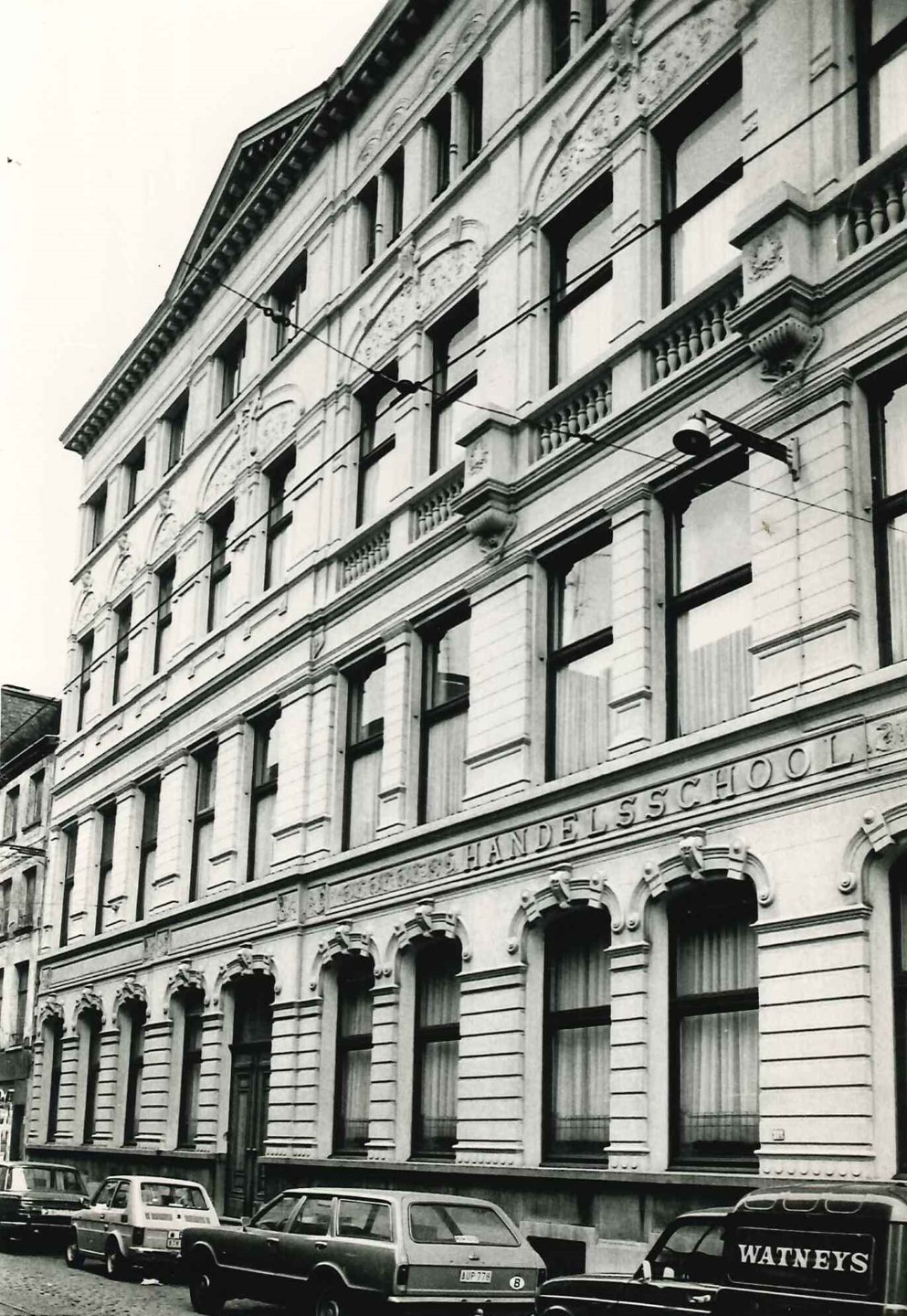
Professenhuis langs de Korte Nieuwstraat

Meeste gebouwen op de campus werden neergezet in de 19de eeuw, maar aansluitend bij Carolus Borromeuskerk zijn er nog overblijfselen van een bak- en zandsteenbouw uit de 16de eeuw (Huys van Aecken).
- Professenhuis - Gebouw aan met de Korte Nieuwstraat: Burelen, computerlokalen en bibliotheek.
- FBS Gebouw - Gebouw aan met de Sint-Kathelijnevest (Gebruik door de Flanders Business School): Auditoria, burelen en cafetaria
- Klooster gebouwen - Gebouwen parallel aan de Sint-Kathelijnevest (Deels gebruikt door de Flanders Business School): Voormalig klooster Zusters van Liefde, computerlokalen, feestzaal, kapel en Absoc kelder.
- Hendrik Conscience Gebouw - Pand naast de Erfgoedbibliotheek Hendrik Conscience : Auditoria, lokalen, burelen en cafetaria
- Huis van Aecken - Pand dat uitkomt op het Hendrik Conscienceplein: Auditoria, secretariaat en burelen

## KU Leuven, Faculteit Economie en Bedrijfswetenschappen te Antwerpen

### Decanen/Campusdecanen
- Tot 2007-08: Paul Verheyen
- 2008-09 t/m 2013-14: Katia Campo
- 2014-15 t/m 2015-16: Steve Van Uytbergen
- 2016-17 t/m 2023-24: Nico Dewaelheyns
- Sinds 2024-25: Filip De Beule[1]

### Studentenvertegenwoordiging
In alle raden van de KU Leuven zetelen studentenvertegenwoordigers die een stem geven aan de studentengemeenschap en deel uitmaken van het beleid van de universiteit. Het officiële orgaan van waaruit deze vertegenwoordigers worden gecoöpteerd is de studentenraad. De studentenraad adviseert de universiteit over alle student- en onderwijs gerelateerde materies, ofwel op vraag van de universiteit ofwel op eigen initiatie.
Sinds het academiejaar 2013-14 werd de studentenraad in de faculteitskring Absoc opgenomen. Onder de naam Absoc Education, komen de democratisch verkozen studenten samen om het beleid en het onderwijsprogramma van de onderwijsinstelling te bespreken. De voorzitter van de studentenraad/Absoc Education zetelt automatisch in het bestuur van de faculteitskring. De continuïteit en professionaliteit van de studentenraad wordt via deze band verzekerd.
De Studentenraad vaardigt studenten af naar allerhande raden binnen en buiten de universiteit:
- Studentenraad KU Leuven
- Antwerps Studentenoverleg (Studentenraad van de Stad Antwerpen)
- Subfaculteitsraad Handelswetenschappen (Raad van Bestuur van de Subfaculteit Handelswetenschappen Antwerpen)
- Permanente onderwijscommissie (POC) Handelswetenschappen
- Deelstuvoraad KU Leuven Antwerpen (Studentenvoorzieningen)
- e.a.

### Symbolen
De campus gebruikt de symbolen van de KU Leuven, nl. de Sedes sapientiae (Zetel der wijsheid) zegel of het KU Leuven-logo. De kleuren van de universiteit zijn donker- en lichtblauw.

## Opleidingen
De onderstaande tabel geeft een overzicht van de opleidingen die door de faculteiten van de KU Leuven worden aangeboden op de campus Carolus in Antwerpen:
| Bacheloropleidingen                              | Masteropleidingen | Andere opleidingen |
| ------------------------------------------------ | --- | --- |
| Faculteit Economie en Bedrijfswetenschappen      | | |
| - Bachelor of Science in de Handelswetenschappen | - Master of Science in de Handelswetenschappen: Accountancy & fiscaliteit - Master of Science in de Handelswetenschappen: Financieel management - Master of Science in de Handelswetenschappen: Human resources management - Master of Science in de Handelswetenschappen: Internationaal zakenwezen - Master of Science in de Handelswetenschappen: Marketing management - Executive MBA (Flanders Business School) | - Schakelprogramma Handelswetenschappen - Specifieke lerarenopleiding - Postgraduate (Short) Program: Advisors in Financial Planning (Flanders Business School) - Executive (Short) Programs (Flanders Business School) |

## Studentenleven

#### Hermes
De eerste studentenvereniging van de handelshogeschool was Hermes opgericht in 1952. Samen met Aymie van de Katholieke Vlaamse Hogeschool waren zijn de twee vrouwelijke faculteitskringen die deel uitmaakten van de Unifac kringraad. Hermes had een zeer nauwe band met haar mannelijke tegenpool Wikingia. Deze band vervaagde wanneer beide instellingen zowel vrouwen als mannen toelieten vanaf eind jaren 60. De band met de onderwijsinstelling ging verloren, waardoor Hermes niet meer erkend wordt als studentenvereniging van de school. Hun alumnivereniging Halicom werd geïntegreerd in Alechia.

#### Absoc
Absoc (Antwerp Business School Organisation Committee) werd opgericht in 1987. De studentenvereniging werd opgericht met de focus op het dichten van de bestaande kloof tussen het bedrijfsleven en het studentenleven. Vele jaren verzorgde Hermes de studentikoze activiteiten van de campus en hield Absoc zich bezig met de professionele en educatieve activiteiten.
Vanuit de studentenraad werd de nood aan verbroedering tussen de studenten aangehaald en werden plannen gemaakt om een studentenkring voor Campus Carolus op te richten. Vanaf werkingsjaar 2013-14 werd er geopteerd om echter de krachten te bundelen en de studentenraad te incorporeren in Absoc en samen verder te gaan in één grote faculteitskring van de Faculteit Economie en Bedrijfswetenschappen van de KU Leuven te Antwerpen. De activiteiten van Absoc kaderen binnen vijf domeinen:
- Absoc Professional (carrière en ontwikkeling)
- Absoc Education (Studentenvertegenwoordiging en onderwijsondersteuning)
- Absoc Feest (studentikoos)
- Absoc Sport (ontspanning & sport) en
- Absoc Cultuur (cultureel)